# ビューティー ハニー
『ビューティー ハニー』は、マツモトトモによる日本の漫画作品。
『LaLa』（白泉社）にて2007年2月号から2008年12月号まで連載された。単行本は花とゆめコミックスから全3巻。

## あらすじ
近所で慰謝料御殿と呼ばれる、家族全員が男運に恵まれない一家で育った二子。
そんな母や姉たちを見て育ったせいか、恋愛にはドライだった。しかし、担当のイケメン美容師に構われるようになり、二子の日常が変わっていく。

## 登場人物

### 主人公
小日向 二子（こひなた にこ）
高校2年生。運動神経は抜群で、ダンス部に勧誘されるほどだが、TVをゆっくり見る時間が減るという理由で断っている。家族の失敗例ばかり見てきたので、恋愛に関しては初心者で慎重。
名前は、作者の友人の犬の名前から。
遠山 馨（とおやま かおる）
女の子に触れるから、という理由で美容師になった。イケメンでセンスも良く、美容師としての技術も抜群である。
美容室のオーナーとは、色々共通の趣味（尺八製作法、ダライ・ラマの経典等）があるらしく、DVDなどを貸し借りしている。
元妻・ナナとは、体の相性が良かったこともあるが、互いに利害が一致した結果の結婚だった。出会ったその日に結婚した。

### 小日向家
小日向 零子（こひなた れいこ）
二子の姉。長女。27歳。17歳で高校を中退し出産、現在シングルマザー。職業は高校の国語教師（大検を取った）。高校では、生徒からはラストサムライと呼ばれるほか、女オシム、軍曹、ドーベルマンなど様々なあだ名を付けられている。
小日向 一子（こひなた いちこ）
二子の姉。次女。25歳。19歳の時に結婚したが離婚。バツイチ。職業は板前。客に対応すると、板前というよりも極妻に思われやすい。血気盛んな性格。
二子の母
バツ2。面食い。二子に男の気配がないことを心配している。
二子の祖母
バツ3。面食い。趣味はカラオケ。
小日向 三妃（こひなた みき）
10歳。零子の子ども。男に頼らずに生きていきたいからと、趣味と実益を兼ねて、資格取得に勤しんでいる。学校では、別名・鉄の小学生。

### その他
魚南（なななん）
馨の元妻。通称・ナナ。美容師。口を閉じていれば美人で、いかにも大人の女性といった雰囲気を醸し出す。
桂 水貴（かつら みずき）/新名 遥（にいな はるか）/今田 比呂志（いまだ ひろし）
順に、スタイリスト/シニアアシスタント/アシスタント。馨が勤める美容院の従業員。

## 書誌情報
- マツモトトモ 『ビューティー ハニー』 白泉社〈花とゆめコミックス〉、全3巻
  1. 2007年9月5日発売、ISBN 978-4-592-18481-2
  2. 2008年6月5日発売、ISBN 978-4-592-18482-9
  3. 2009年3月5日発売、ISBN 978-4-592-18560-4